# Mister Gardenia Jones
Mister Gardenia Jones ist ein US-amerikanischer Dokumentarfilm mit Spielfilmhandlung aus dem Jahr 1942.

## Handlung
Der Film beginnt mit Szenen eines typischen amerikanischen Haushaltes an einem ruhigen Sonntagmorgen. Das Ehepaar John und Emmy Jones haben einen Sohn, John junior, den sie Deany nennen. Sein Spitzname bei seinen Freunden ist Gardenia. Der Sohn ist ein Leutnant bei der Armee und mit der Nachbarin Joann liiert.
Am 7. Dezember 1941 ist Gardenia Jones auf dem Hickam Field auf Hawaii stationiert. Monate vorher hat sich Gardenia rekrutieren lassen und wurde in einer Kleinstadt stationiert. Seine Mutter Emmy hat die Sorge, dass die Langeweile sich auf den Dienst ihres Sohnes niederschlagen wird und arbeitet mit an der Gründung der United Service Organizations.
Am Tage des japanischen Angriffs auf Pearl Harbor kämpft Gardenia Jones als Pilot gegen die japanischen Flieger.

## Auszeichnungen
1943 wurde der Film in der Kategorie Bester Dokumentarfilm für den Oscar nominiert.

## Hintergrund
Der Propagandafilm wurde von MGM produziert und vom United States Office of War Information herausgegeben. Die Uraufführung fand am 29. Mai 1942 statt.